# St. Martini (Frankleben)

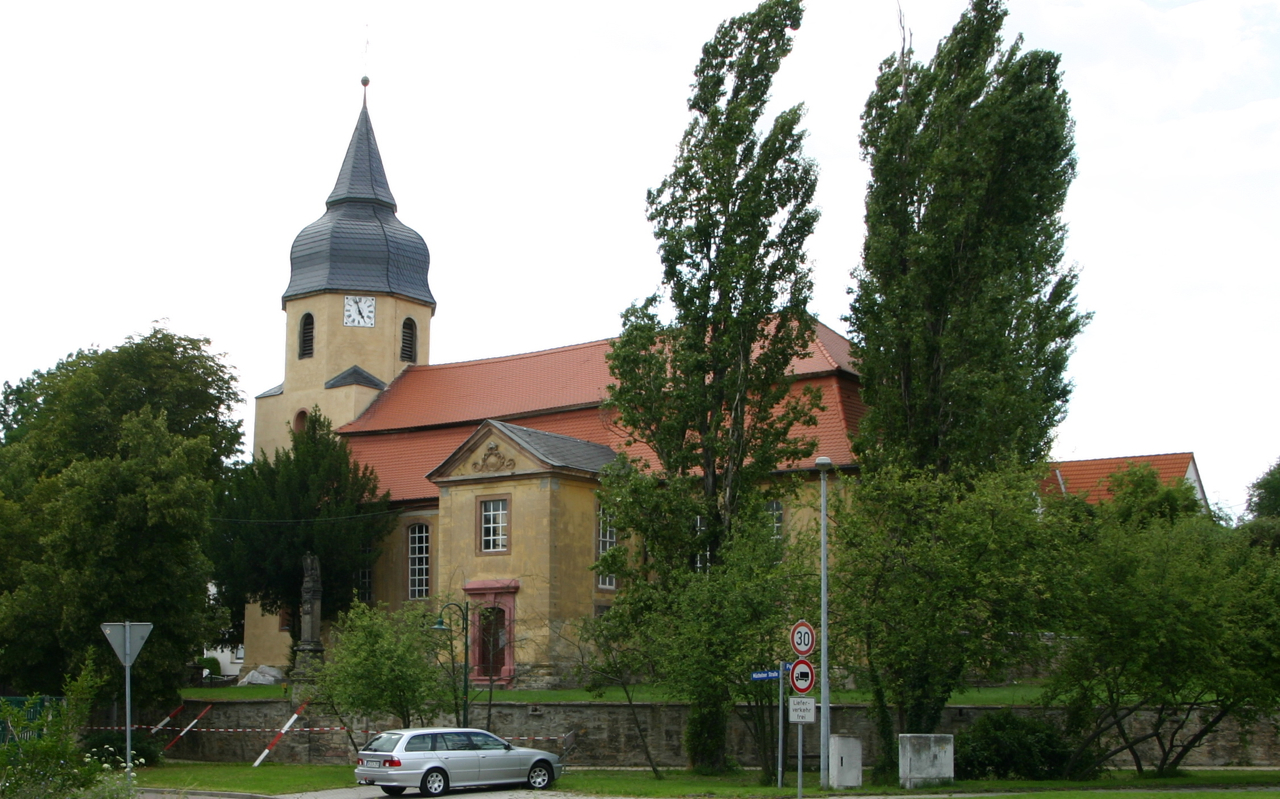
St. Martini (Frankleben)

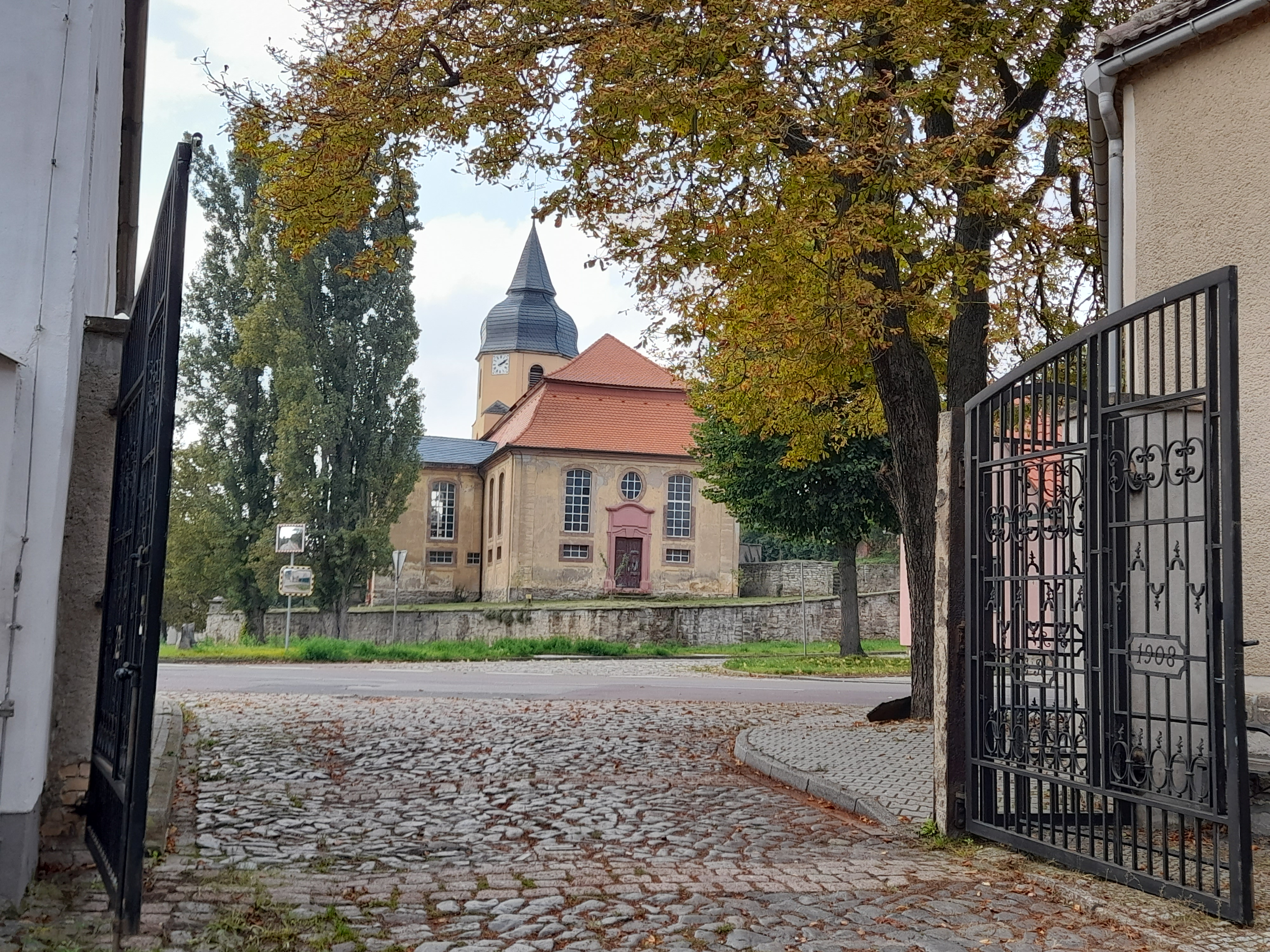
Ansicht vom Hof

Die evangelische Kirche St. Martini ist eine barocke Saalkirche im Ortsteil Frankleben von Braunsbedra im Saalekreis in Sachsen-Anhalt. Sie gehört zum Pfarrbereich Braunsbedra im Kirchenkreis Merseburg der Evangelischen Kirche in Mitteldeutschland (EKMD).

## Geschichte und Architektur
Die Kirche ist ein großer barocker Rechteckbau mit älterem Westturm von quadratischem, oben ins Achteck übergehendem Grundriss. Der untere Teil des Turms stammt noch aus dem 16. Jahrhundert, der obere inschriftlich aus dem Jahr 1697, das Westportal wurde 1733 eingefügt. Das Schiff wurde 1733/1734 wohl nach Plänen von Johann Michael Hoppenhaupt I begonnen, der in Bauausführung und weiterer Planung jedoch bald durch den Dresdner Architekten Wagner abgelöst wurde; der jeweilige Anteil ist nicht bekannt. Die Kirche wurde in den Jahren 1949 und 1976/1979 restauriert, die ursprünglich elegantere Welsche Schieferhaube des Turms mit hoher Laterne wurde nach Schäden durch Beschuss im Zweiten Weltkrieg in Höhe und Form stark reduziert. Instandsetzungsarbeiten erfolgen seit 1991.
Der Saal mit hohem Spiegelgewölbe und eindrucksvoller einheitlicher Ausstattung in anspruchsvoller Graufassung stammt aus der Bauzeit. Im Westteil ist eine dreiseitige, in der Mitte vorschwingende und an der Brüstung in Régenceformen stuckierte Empore eingebaut. An der Nord- und Südseite gegenüberliegend sind zweigeschossige Annexe mit aufwändigen, teilweise geschnitzten Prospekten angeordnet: oben beiderseits Patronatslogen mit Wappen, unten im Süden die Sakristei, im Norden Familiengruft von Bose mit künstlerisch wertvoller flacher Stuckdecke.

## Ausstattung
Vor der Ostwand steht ein großer hölzerner Kanzelaltar von Johann Gottfried Griebe(n)stein, mit den seitlichen Durchgängen und darüber gelegener Empore, die gesamte Raumbreite einnehmend; der Aufbau ist in ionischer Pilasterarchitektur ohne figürlichen Schmuck gestaltet, über dem Gebälk ruht ein gestaffelter Giebelaufsatz. Die Sandsteintaufe wurde 1734 von Griebe(n)stein geschaffen, sie hat eine achtseitige Schale mit Engelsflüchten und Medaillons auf den Schultern eines hockenden Engels. Ein wohlgestalteter, geschnitzter barocker Altarkruzifixus stammt aus dem ersten Viertel des 17. Jahrhunderts. Die Orgel in barockem Prospekt aus der Bauzeit der Kirche wurde 1832 vom Orgelbaumeister Beyer, Naumburg, renoviert. Das große Grabmal des Christoph Dietrich von Bose dem Jüngeren († 1741) und seiner Frau Charlotte Johanne geborene Schleinitz († 1727) in Tumbaform aus Marmor mit sandsteinernen Inschriftplatten ist vermutlich ein Werk von Hoppenhaupt. An den Seitenwänden stehen beidseitig der Logen die mit dem Kirchbau 1733/1734 von Griebe(n)stein geschaffenen Denkmäler der Familie von Bose, in Form von Inschrifttafeln in Architekturrahmen mit Wappen, ein Denkmal mit Gemälde des Jüngsten Gerichts.